# Siete Huacas
"Siete Huacas". Palacio amurallado (Moro-Chimbote, Áncash), también conocido como Kushipampa o Cochibamba. 

## Ubicación
Está ubicada aproximadamente a unos 4 km al noroeste de Moro, en la provincia de Santa, Áncash; se encuentra sobre una terraza natural cerca al sur del valle de Nepeña, esta zona ha sido llamada por algunos investigadores como Bolsón de Moro, puesto que se caracteriza por ser un ensanchamiento de la cuenca.

## Historia
Ikehara (2008) planteó la identificación de una nueva tradición regional surgida a finales del Periodo Formativo Tardío, la cual se caracterizó por la particularidad en su cerámica y arquitectura en sitios ubicados en la parte alta del valle del río Nepeña.
Tras el declive de la sociedad chavín, alrededor de 500 a. .C, un conjunto de comunidades, dentro de las cuales, se incluye a Kushipampa, concibieron y articularon entre ellas, la red de intercambio, que finalmente reemplazó el sistema vigente hasta ese entonces. 
A través de diferentes estudios realizados, se han planteado varias teorías que proponen que Kushipampa funcionaba como palacio, donde los señores residían, y que los patios se usaban como zonas de trabajo, o para reuniones de carácter político, religioso e inclusive deportivo.
Estado Actual

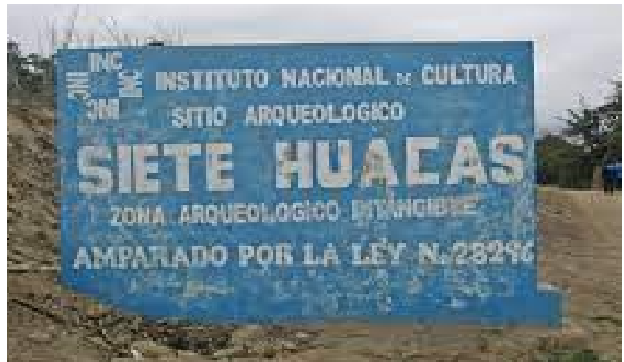

Actualmente está protegido por el Instituto Nacional de Cultura  (INC), como zona arqueológica intangible, es decir, que no puede o no debe ser dañado ni alterado, amparado por la ley N° 28296, ley que establece políticas de defensa, protección, promoción, propiedad y régimen legal y el destino de los bienes que constituyen el Patrimonio Cultural de la Nación.

## Cronología
El Periodo Formativo en sus fases tardía y final, dadas durante 700 a. C y 200 a. C, se considera como una etapa de grandes transformaciones políticas, sociales y económicas. 
Se propone que al inicio de este periodo muchos de los centros ceremoniales costeños surgidos en el formativo medio (1200-700 a. C) dejaron de recibir mantenimiento y reconstrucciones; algunos de ellos, posteriormente fueron ocupados por asentamientos con características muy distintas o reemplazados por otros complejos. Y por el contrario, los sitios de la serranía fundados con anterioridad, supieron aprovechar el vacío de los sitios costeños y crearon una red de intercambio panregional, llevada a cabo con elementos culturales comunes en buena parte de los Andes centrales. Se considera que esta red fue posible gracias a la integración ideológica de entidades políticas regionales, las cuales, competían por el prestigio, requiriendo constantemente del abastecimiento de determinado tipos de bienes exóticos.  
Ante ello, diversas investigaciones descubrieron que Kushipampa tenía una gran homogeneidad de técnicas de construcción y artefactos que indicarían un corto lapso de ocupación a diferencia de otros lugares surgidos durante el Formativo. Sin embargo, a través de los estudios y análisis de la arquitectura, los materiales usados en este y la estratigrafía del complejo (Kushipampa) se estima que durante el tiempo de ocupación, sufrió modificaciones y ampliaciones, pero debido al desmorone existente, hasta la actualidad no se ha podido registrar con exactitud todos los rasgos de estas edificaciones. Se calcula que la mayoría de las secciones del complejo siguen ejes y formas de división del espacio terrenal similares, indicando una gran planificación en el diseño del lugar y en las siguientes remodelaciones. 
Por otra parte, la famosa Portada Este está construida con grandes rocas y dos grandes dinteles (2,20 metros x 80 cm, 60 cm de altura y 2,30 metros x 60 cm de altura); uno de estos tiene como grabado un diseño antropomorfo, es decir, sin forma, de estilo similar al de los muros del exterior del edificio de Piedra del Cerro Sechín, cuya construcción se dio aproximadamente entre 1900-1800 a. C, aunque la ocupación de este se extiende hasta 1300 a. C; por lo tanto, ello indica que los constructores de Kushipampa tenían acceso al material de construcción de una de las edificaciones más antiguas, ya abandonado, del cual, extrajeron la laja decorada para volver a utilizarla en la Portada Este. No obstante, no se conoce con exactitud el origen del dintel grabado, por lo cual, podría ser válida cualquiera de las propuestas con respecto a este, inclusive considerar que el origen de este está en el valle vecino de Casma o también la existencia de un sitio más antigua en Moro, entre las principales propuestas encontramos: 
Daggett (1984) y Proulx (1985) propusieron que Kushipampa fue construido y ocupado durante el final del Horizonte Temprano y a inicios del Periodo Intermedio Temprano, siendo relacionado con la fase Puerto Moorin, de Virú, y con el estilo Salinar. En otros trabajos de investigación, Bueno (1974) consideró a este complejo como un sitio de procedencia Recuay, mientras que Samaniego (1992) lo situó dentro de una misma tradición junto con Paredones y Kiske, asociándolos con un desarrollo Virú de 2500 años de antigüedad.
Todas estas propuestas se basan en la comparación estilística de la cerámica, la mampostería del sitio, con ejemplos mejor documentados o secuencias establecidas en otros valles. No obstante, el Proyecto Arqueológico Kushipampa obtuvo dos muestras para fechados radiocarbónicos, los cuales indicarían una ocupación entre 370-210 a. C, correspondiendo a la ubicación temporal postulada por Daggett (1984) y Proulx (1985). 
Por lo tanto, la estimación más aceptada para el sitio arqueológico data que su ocupación habría comenzado al término del Formativo Tardío hasta el Formativo Final.  

## Características geográficas y arquitectónicas

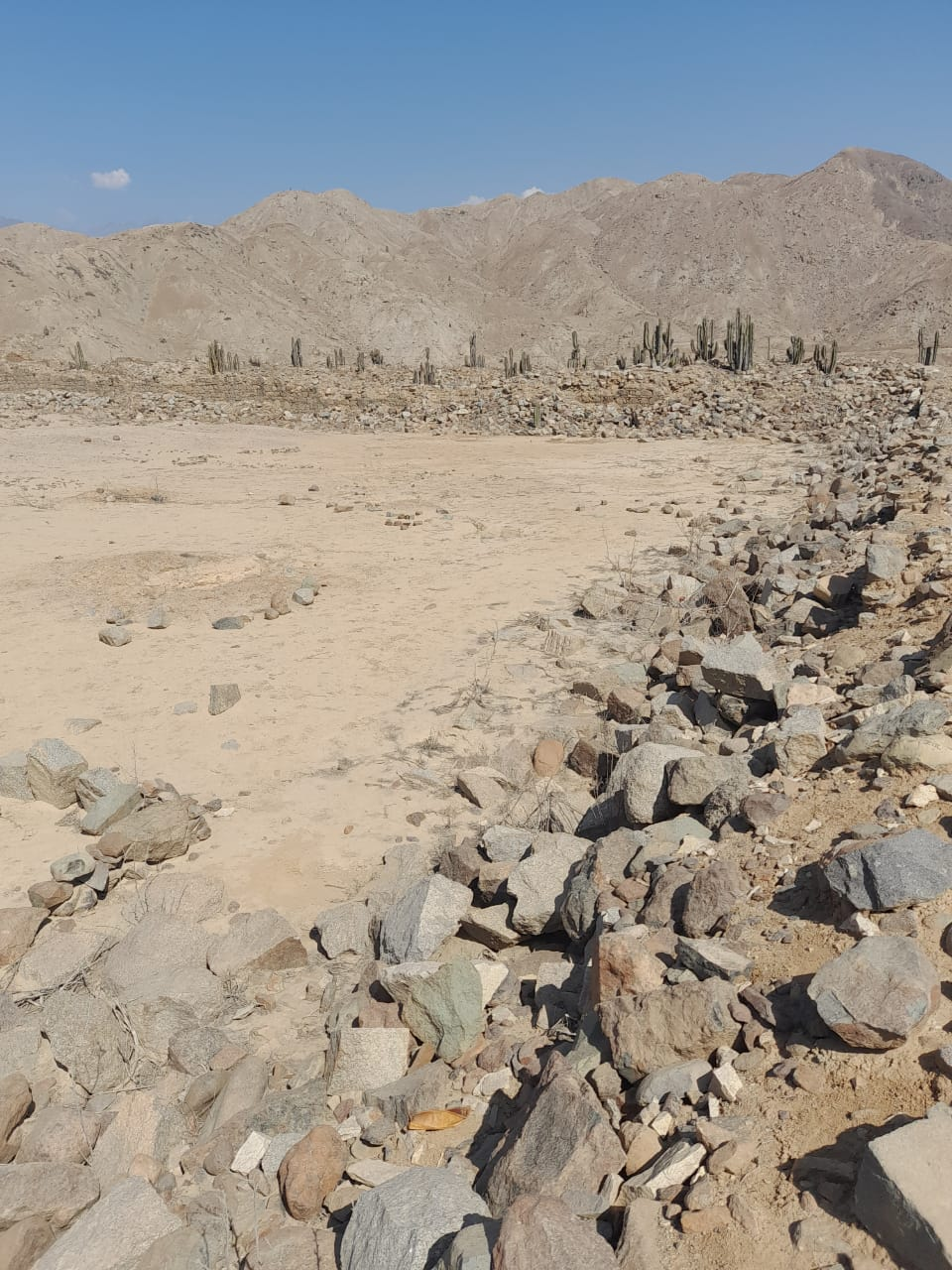

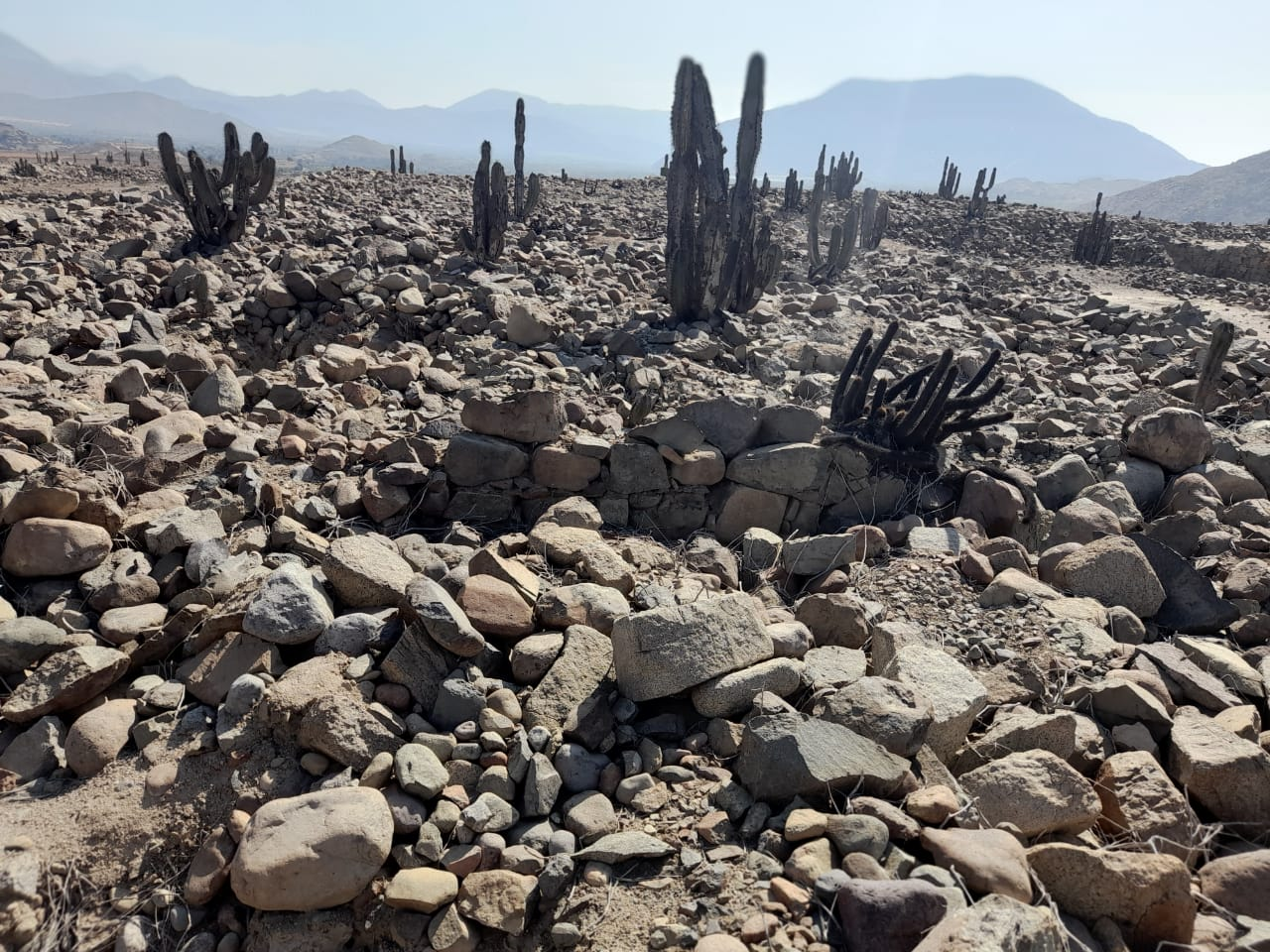

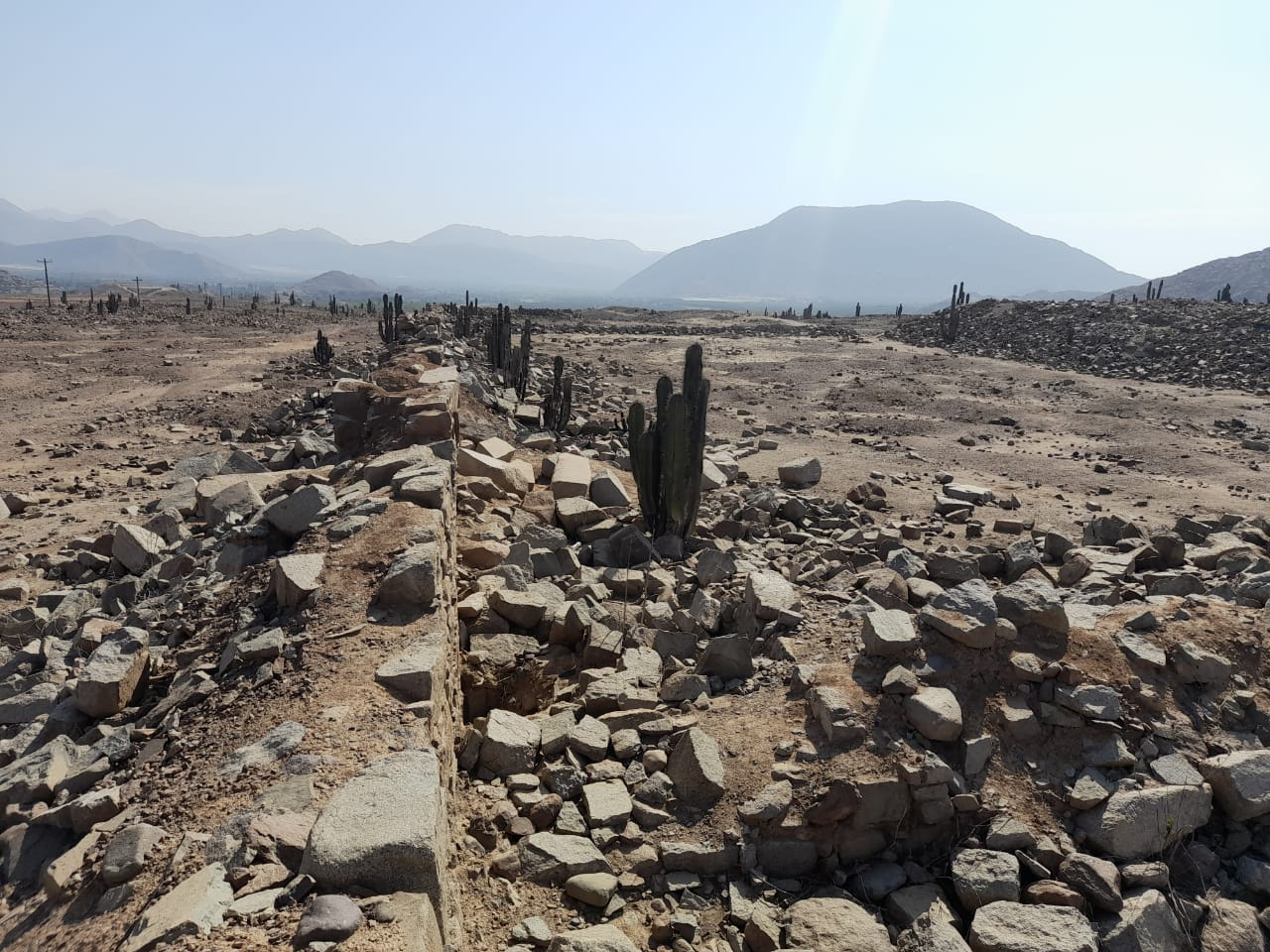

Kushipampa está ubicado en una terraza muy amplia, cuyo suelo es de color marrón-rojizo, contiene plantas como los gigantones, zapotes, pitajayas y achupallas. Por los cuatros lados está amurallado, cada uno de doble reforzamiento, ubicados en hiladas intercaladas. En el centro de la muralla hay otra entrada secundaria, elaborada también con bloques bruñidos colocados de forma ordenada; posee características muy similares al arte del Templo de Sechín. La parte central del complejo se encuentra a una altitud de 605 m, mientras que el fondo del valle y los cerros circundantes están a 525 y más de 1000 m. s. n. m respectivamente.
El valle contiene una gran vegetación natural de cañaverales, y también se caracteriza por el escaso volumen hídrico fluvial durante la mayor parte del año, por lo que la vuelve dependiente de la capa freática. Es por ello que esta parte del valle se utiliza para el cultivo gracias a un sistema de canales y reservorios, de caña de azúcar, paltas, mangos, yuca, maíz y maní, así como para la explotación de recursos agroforestales, como la caña brava y el carrizo, los cuales crecen de modo óptimo debido al irradiación solar presente durante todo el año. 
Kushipampa tiene dos zonas diferenciadas que se han denominado área monumental y área doméstica. El primero está compuesto por tres secciones cercadas, no necesariamente contemporáneas, con accesos independientes; caracterizado por su diseño ortogonal y en su interior cuenta con plazas de grandes dimensiones. Además, en su interior también está compuesta por un conjunto de ambientes amplias, que en total son nueve, se cree que la mayoría son utilizados como patios, a diferencia de uno ubicado casi en el centro de la principal, el cual tiene dos entradas y un patio reducido. 
Aledaño a esta muralla, hay un espacio extenso que posee varios pozos o también se postula que probablemente hayan sido utilizados como casas pequeñas, en los que se encontraron gran número de restos culturales, y en los declives se encuentran antiguos canales de regadío. 

## Construcción

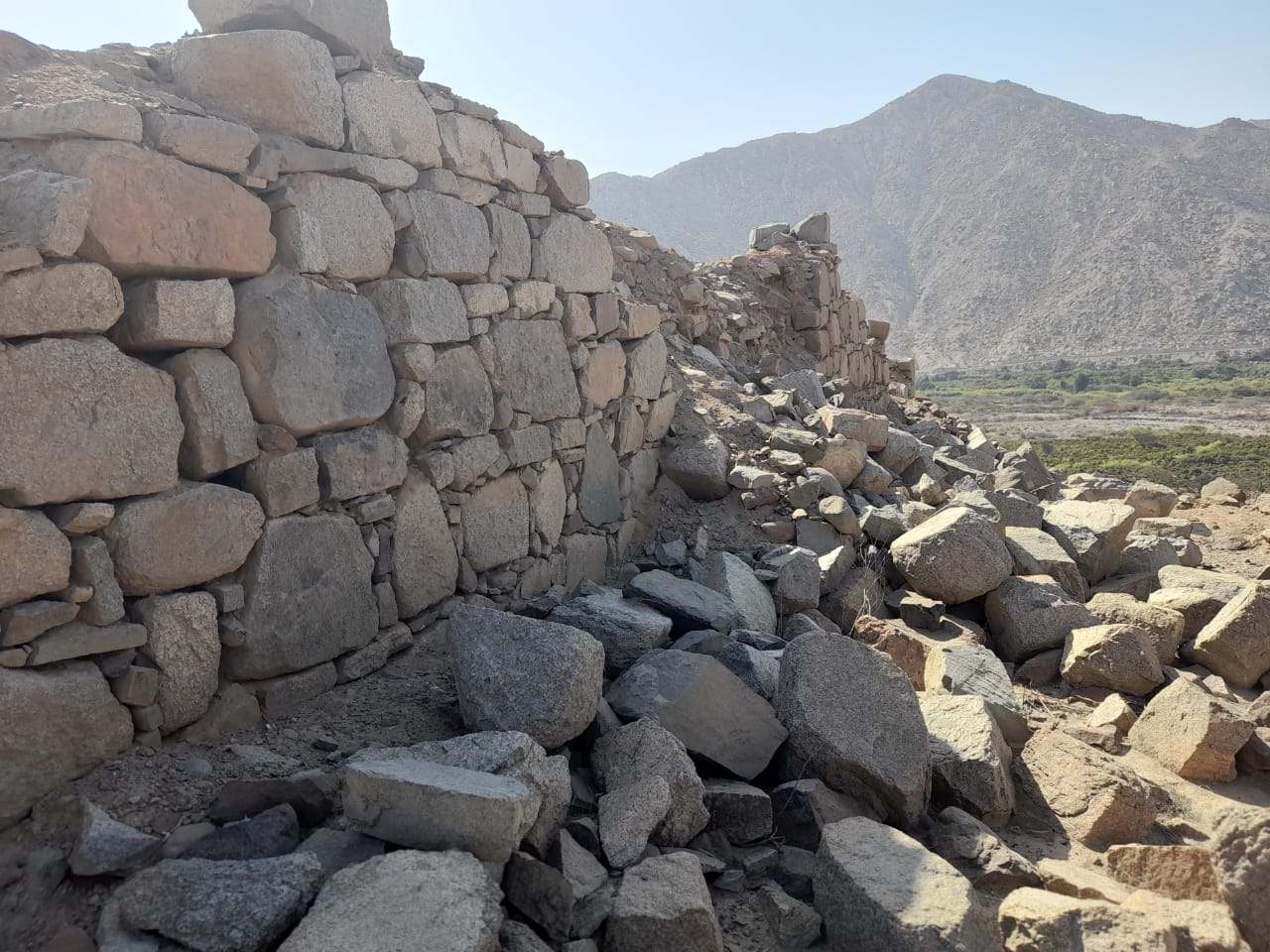

Kushipampa fue construida sobre una terraza natural donde es visible la roca madre, arena gruesa (producto de la descomposición de la primera), lentes de arcilla y sedimentos eólicos. No existen sedimentos coluviales y aluviales debido a las características de su ubicación.
Se advirtió que la roca granítica también hallada en el lugar provenía de una cantera ubicada a unos 200 metros al este; por lo que, tomando en cuenta que la manera más cómoda de llegar a la cantera es seguir la muralla al norte del complejo, se puede sugerir que esta fue utilizada a modo de camino para trasladar la roca canteada. Usaban martillos hechos de rocas más densas para darle forma al material con el que trabajaban. Los bloques grandes se colocaban en doble hilera dentro de una zanja y se dejaba un espacio interior, el cual era rellenado con la tierra arcillosa del lugar y cascajo. Utilizaron rocas más pequeñas introducidas entre los bloques de roca (pachilla), las cuales fueron consolidadas con mortero de barro arcilloso para ajustar los cimientos de los muros. 
Si bien la mayor parte de los muros se encuentran parcialmente derruidos, no obstante, existen ciertos sectores del complejo que permiten estimar la altura original: por ejemplo, en la esquina noreste, que corresponde a la parte más conservada del muro perimétrico del área, la altura aproximada es de 4 m y el ancho de entre 1,50 y 1,60 m; en ellas se utilizaron grandes rocas trabajadas y alisadas por abrasión en su cara exterior, mientras que las esquinas eran rebajadas y redondeadas, dándole una apariencia sólida y homogénea. En el caso de las entradas, estas poseían dinteles de una longitud mayor a los 2 metros, razón por la que se les ha denominado portadas megalíticas.

## Manifestaciones culturales
En las excavaciones de Kushipampa, lograron encontrar artefactos, antas de cerámica, restos líticos y restos de vasijas. Con respecto al material lítico, en su mayor parte, estaba compuesto por lascas producidas, probablemente, por el tallado de las rocas utilizadas en la mampostería del sitio, chancadores y restos de producción de herramientas sencillas. 
Cerámica
La cerámica de Kushipampa se caracteriza por el uso de dos técnicas principales: el patrón de líneas bruñidas y el rayado o inciso post-cocción, este último, al aplicarse luego de la manufactura de la vasija, puede considerarse como una transformación secundaria. De esa misma manera, destaca por el uso, en la mayoría de casos, de arcilla primaria local, mezclada con arena o grava que se puede encontrar sencillamente en las quebradas. El acabado depende del tipo de vasija y varía de alisados a bruñidos finos; resaltando que existen pocos casos en los que se observa un pulido homogéneo de la superficie. La cocción fue realizada en atmósfera oxidante, dando origen al color rojizo o marrón que explicaría también el alto contenido de hierro de la materia prima. 
Cabe resaltar, que se encontraron algunos pocos fragmentos de cerámica considerada foránea debido a la gran diferencia en cuanto a la tendencia general del material, producto de la diferente tecnología empleada en su manufactura. 
Estas características en las creaciones de los de Kushipampa contrasta con la gran diversidad de tipos cerámicos encontrados en otros complejos del Periodo Formativo Tardío, como Cerro Blanco de Nepeña, Huaca Partida, Chavín de Huántar y del Formativo Final, como Huambacho. 